# Persone di nome Alberto/Calciatori
| Questa pagina contiene informazioni ricavate automaticamente dalle voci biografiche con l'ausilio del template Bio e di un bot. L'aggiornamento è periodico e automatico e ricostruisce completamente la pagina. Se manca una persona in questa lista, sei pregato di non aggiungerla, ma accertati piuttosto che la sua voce biografica contenga il template Bio e che i dati anagrafici siano correttamente compilati. Se il template Bio manca, inseriscilo tu stesso o, in alternativa, metti l'avviso {{tmp\|Bio}} che ne segnala la mancanza. Se i dati riportati sono sbagliati, correggi direttamente la voce biografica; le modifiche saranno visibili in questa lista entro pochi giorni. Per chiarimenti vedi il progetto antroponimi. La lista contiene solo le 223 persone che sono citate nell'enciclopedia e per le quali è stato implementato correttamente il template Bio. Pagina aggiornata al 22 lug 2025. |

Questa è una lista di persone presenti nell'enciclopedia che hanno il nome Alberto e sono calciatori.

## A(10)
- Alberto Acosta Alvarado, calciatore messicano (Mante, n. 1988)
- Alberto Acosta, ex calciatore argentino (Arocena, n. 1966)
- Alberto Albertini, calciatore italiano (Villafranca di Verona, n. 1907 - Villafranca di Verona, † 1998)
- Alberto Albertoni, calciatore italiano (Água Branca, n. 1897 - Cremona, † 1956)
- Alberto Almici, calciatore italiano (Lovere, n. 1993)
- Alberto Anglese, calciatore argentino
- Alberto Aparicio, calciatore boliviano (n. 1923)
- Sebastián Assís, calciatore uruguaiano (Tacuarembó, n. 1993)
- Alberto Astraceli, calciatore italiano (Bologna, n. 1930 - † 2002)
- Alberto Augusto, calciatore portoghese (n. 1898 - † 1973)

## B(26)
- Alberto Baldé, calciatore dominicano (Madrid, n. 2002)
- Alberto Barberis, calciatore italiano (Torino, n. 1887 - Milano, † 1920)
- Alberto Barbieri, calciatore italiano (Piacenza, n. 1914 - Biella, † 2005)
- Alberto Barison, calciatore italiano (Dolo, n. 1994)
- Alberto Barni, calciatore italiano (Pistoia, n. 1901)
- Alberto Baruzzi, ex calciatore italiano (Faenza, n. 1929)
- Alberto Batistoni, ex calciatore italiano (San Giuliano Terme, n. 1945)
- Alberto Bazzarini, calciatore e allenatore di calcio italiano (Roma, n. 1940 - Arezzo, † 2022)
- Alberto Belsué, ex calciatore spagnolo (Saragozza, n. 1968)
- Alberto Belén, calciatore argentino (n. 1917)
- Alberto Benassi, calciatore italiano
- Alberto Benini, ex calciatore italiano (Forlì, n. 1946)
- Alberto Benito, calciatore spagnolo (Altafulla, n. 1992)
- Alberto de Jesús Benítez, calciatore argentino (Gobernador Crespo, n. 1951 - Buenos Aires, † 2016)
- Alberto Bertuccelli, calciatore italiano (Viareggio, n. 1924 - Viareggio, † 2002)
- Alberto Bica, calciatore uruguaiano (Montevideo, n. 1958 - † 2021)
- Alberto Bigon, ex calciatore e allenatore di calcio italiano (Padova, n. 1947)
- Alberto Blanco, ex calciatore panamense (Panama, n. 1978)
- Alberto Boggio, ex calciatore argentino (Bahía Blanca, n. 1969)
- Alberto Boni, calciatore italiano (Reggio Emilia, n. 1905)
- Alberto Botía, calciatore spagnolo (Alquerías, n. 1989)
- Alberto Bracci, calciatore italiano (Pisa, n. 1901)
- Alberto Brignoli, calciatore italiano (Trescore Balneario, n. 1991)
- Alberto Bruciamonti, calciatore italiano (n. 1891 - † 1963)
- Alberto Bueno, ex calciatore spagnolo (Madrid, n. 1988)
- Alberto Busancano, calciatore italiano (Biella, n. 1891 - Biella, † 1962)

## C(26)
- Alberto Callejo, calciatore spagnolo (Madrid, n. 1932 - † 2013)
- Alberto Cambiaghi, ex calciatore italiano (Vimercate, n. 1963)
- Além, calciatore angolano (Luanda, n. 1997)
- Alberto Cardaccio, calciatore uruguaiano (n. 1949 - † 2015)
- Alberto Carelli, ex calciatore italiano (Locate di Triulzi, n. 1944)
- Alberto Sandro Castelli, calciatore italiano
- Berto Cayarga, calciatore spagnolo (Avilés, n. 1996)
- Alberto Ceresoli, calciatore italiano (n. 1886)
- Alberto Cerioni, calciatore argentino (La Plata, n. 1919 - † 1948)
- Alberto Cerri, calciatore italiano (San Secondo Parmense, n. 1996)
- Alberto Chividini, calciatore argentino (Tucumán, n. 1907 - Buenos Aires, † 1961)
- Alberto Cifuentes, ex calciatore spagnolo (Albacete, n. 1979)
- Alberto Citterio, calciatore e allenatore di calcio italiano (Milano, n. 1917)
- Alberto Clementoni, calciatore italiano (Pesaro, n. 1931 - Pesaro, † 2016)
- Alberto Coelho, ex calciatore portoghese (Santa Maria de Lamas, n. 1993)
- Alberto Comazzi, ex calciatore italiano (Novara, n. 1979)
- Alberto Contrera, calciatore paraguaiano (Asunción, n. 1992)
- Alberto Coramini, calciatore italiano (Maserà di Padova, n. 1944 - Teolo, † 2015)
- Alberto Corazza, calciatore italiano (Fontanafredda, n. 1930 - Meaux, † 1967)
- Tino Costa, ex calciatore argentino (Las Flores, n. 1985)
- Alberto Costa, calciatore portoghese (Santo Tirso, n. 2003)
- Alberto Crivellenti, ex calciatore italiano (Trecenta, n. 1939)
- Alberto Crivelli, calciatore, allenatore di calcio e arbitro di calcio italiano (Milano, n. 1883 - Milano, † 1961)
- Alberto Cuello, calciatore argentino (San Miguel de Tucumán, n. 1908)
- Alberto Cuttin, calciatore italiano (Rovereto, n. 1893 - Bolzano, † 1959)
- Manucho, calciatore angolano (Luanda, n. 1983)

## D(9)
- Alberto de la Bella, ex calciatore spagnolo (Santa Coloma de Gramenet, n. 1985)
- Alberto De Negri, calciatore italiano (Civitavecchia, n. 1923)
- Alberto Delamare, calciatore italiano
- Alberto Delgado, ex calciatore cubano (L'Avana, n. 1978)
- Alberto Denegri, calciatore e allenatore di calcio peruviano (n. 1906 - † 1973)
- Alberto Diego, ex calciatore argentino (n. 1938)
- Alberto Dossena, calciatore italiano (Brescia, n. 1998)
- Alberto Duvina, calciatore italiano (Torino, n. 1938 - Sarzana, † 2018)
- Alberto del Moral, calciatore spagnolo (Villacañas, n. 2000)

## E(4)
- Alberto Edjogo-Owono, ex calciatore spagnolo (Sabadell, n. 1984)
- Alberto Eliani, calciatore e allenatore di calcio italiano (Trieste, n. 1922 - San Benedetto del Tronto, † 2009)
- Alberto Escassi, calciatore spagnolo (Malaga, n. 1989)
- Alberto Espínola, calciatore paraguaiano (Caazapá, n. 1991)

## F(15)
- Alberto Achá, calciatore boliviano (Cochabamba, n. 1920 - Cochabamba, † 1965)
- Alberto Fassora, calciatore argentino
- Alberto Fazio, calciatore argentino (Buenos Aires, n. 1918)
- Alberto Fernández, ex calciatore spagnolo (Carreño, n. 1943)
- Alberto Jesus, calciatore portoghese (n. 1919)
- Alberto Ferrero, ex calciatore uruguaiano (Montevideo, n. 1944)
- Alberto Festa, calciatore portoghese (Santo Tirso, n. 1939 - Porto, † 2024)
- Alberto Fommei, calciatore italiano (Grosseto, n. 1927 - Castiglione della Pescaia, † 2022)
- Alberto Fonseca, ex calciatore portoghese (Bissau, n. 1956)
- Alberto Fontana, ex calciatore italiano (Cesena, n. 1967)
- Alberto Fontanesi, calciatore italiano (Castel d'Ario, n. 1929 - Tresigallo, † 2016)
- Alberto Fouillioux, calciatore cileno (Santiago del Cile, n. 1940 - Santiago del Cile, † 2018)
- Alberto Frigeri, calciatore italiano (San Felice sul Panaro, n. 1915)
- Alberto Frison, ex calciatore italiano (Mirano, n. 1988)
- Alberto Fumagalli, calciatore italiano (Brescia, n. 1940 - Cles, † 2014)

## G(27)
- Alberto Galassi, calciatore italiano (Todi, n. 1922 - Firenze, † 2002)
- Alberto Galateo, calciatore argentino (Santa Fe, n. 1911 - † 1961)
- Alberto Gallo, calciatore argentino (n. 1920)
- Alberto Gamba, ex calciatore italiano (Coccaglio, n. 1952)
- Alberto García Aspe, ex calciatore messicano (Città del Messico, n. 1967)
- Alberto García Cabrera, ex calciatore spagnolo (Barcellona, n. 1985)
- Alberto Jorge García, calciatore messicano (Guadalajara, n. 1993)
- Pascual Garrido, ex calciatore argentino (Buenos Aires, n. 1974)
- Alberto Gatto, calciatore italiano (Villa San Giovanni, n. 1931 - Udine, † 1976)
- Alberto Gaviorno, calciatore italiano (Casale Monferrato, n. 1901 - Milano, † 1966)
- Alberto Gerbo, calciatore italiano (Valenza, n. 1989)
- Alberto Giacomin, ex calciatore italiano (Cordignano, n. 1947)
- Alberto Ginulfi, calciatore italiano (Roma, n. 1941 - Castel Gandolfo, † 2023)
- Alberto Giordani, calciatore italiano (Bologna, n. 1899 - Bologna, † 1927)
- Alberto Giuliatto, ex calciatore e allenatore di calcio italiano (Treviso, n. 1983)
- Alberto Gomes, calciatore e allenatore di calcio portoghese (n. 1915 - † 1992)
- Alberto Mario González, calciatore argentino (Buenos Aires, n. 1941 - Buenos Aires, † 2023)
- Alberto González, calciatore paraguaiano (n. 1921 - † 2003)
- Beto Gonçalves, calciatore brasiliano (Belém, n. 1980)
- Alberto Górriz, ex calciatore spagnolo (Irun, n. 1958)
- Alberto Grassi, calciatore italiano (Lumezzane, n. 1995)
- Alberto Grossetti, ex calciatore italiano (Castel San Giovanni, n. 1946)
- Alberto Guitián, calciatore spagnolo (Los Corrales de Buelna, n. 1990)
- Alberto Gómez Fernández, ex calciatore spagnolo (Madrid, n. 1980)
- Alberto Gómez, calciatore uruguaiano (n. 1944 - † 2020)
- Alberto Gómez, calciatore cubano (Guantánamo, n. 1988)
- Martín Gómez, ex calciatore argentino (Mendoza, n. 1983)

## H(2)
- Alberto Helman, calciatore argentino (Santiago del Estero)
- Alberto Herrera, calciatore messicano (Ciudad Madero, n. 2001)

## J(1)
- Alberto Jiménez, calciatore spagnolo (La Oliva, n. 1992)

## L(4)
- Alberto Latini, ex calciatore italiano (Certaldo, n. 1936)
- Alberto Lopo, ex calciatore spagnolo (Barcellona, n. 1980)
- Alberto Lora, calciatore spagnolo (Móstoles, n. 1987)
- Alberto López Moreno, ex calciatore spagnolo (Madrid, n. 1967)

## M(27)
- Alberto Macchi, calciatore e allenatore di calcio italiano (Magnago, n. 1909 - Busto Arsizio, † 1975)
- Alberto Machimbarrena, calciatore spagnolo (San Sebastián, n. 1888 - Guadarrama, † 1923)
- Alberto Macías, ex calciatore messicano (Guadalajara, n. 1969)
- Alberto Malavasi, calciatore italiano (Reggio Emilia, n. 1936 - Palermo, † 2021)
- Alberto Malesani, ex calciatore e allenatore di calcio italiano (Verona, n. 1954)
- Alberto Malusci, ex calciatore italiano (Pistoia, n. 1972)
- Alberto Mantovani, ex calciatore italiano (Castel d'Ario, n. 1952)
- Alberto Marchesan, ex calciatore italiano (Asolo, n. 1980)
- Alberto Marchetti, calciatore italiano (Arzignano, n. 1920 - Asiago, † 2015)
- Alberto Márcico, ex calciatore argentino (Paso de los Libres, n. 1960)
- Alberto Marcos Rey, ex calciatore spagnolo (Camarma de Esteruelas, n. 1974)
- Alberto Marcovecchio, calciatore argentino (Avellaneda, n. 1893 - Lanús, † 1958)
- Alberto Mariotti, ex calciatore argentino (n. 1935)
- Berto Martínez, ex calciatore spagnolo (Lugo, n. 1962)
- Teto, calciatore spagnolo (Santa Cruz de Tenerife, n. 2001)
- Alberto Marí, calciatore spagnolo (Alicante, n. 2001)
- Alberto Masi, calciatore italiano (Genova, n. 1992)
- Alberto Mazzucco, calciatore e allenatore di calcio italiano (Casale Monferrato, n. 1911 - Casale Monferrato, † 1996)
- Alberto Medina, ex calciatore messicano (Culiacán, n. 1983)
- Alberto Merciai, calciatore italiano (Livorno, n. 1900 - Campiglia Marittima, † 1971)
- Alberto Meroni, calciatore italiano (Cinisello Balsamo, n. 1920)
- Alberto Michelotti, calciatore e arbitro di calcio italiano (Parma, n. 1930 - Parma, † 2022)
- Alberto Milli, calciatore e allenatore di calcio italiano (Rovigno, n. 1920)
- Alberto Minoia, ex calciatore italiano (Varedo, n. 1960)
- Alberto Moleiro, calciatore spagnolo (Santa Cruz de Tenerife, n. 2003)
- Alberto Montaño, ex calciatore ecuadoriano (Esmeraldas, n. 1970)
- Alberto Moreno, calciatore spagnolo (Siviglia, n. 1992)

## N(3)
- Beto Naveda, ex calciatore argentino (San Juan, n. 1971)
- Alberto Noguera, calciatore spagnolo (Madrid, n. 1989)
- Alberto Novelli, ex calciatore e allenatore di calcio italiano (Firenze, n. 1940)

## O(6)
- Alberto Ohaco, calciatore argentino (Avellaneda, n. 1889 - Lomas de Zamora, † 1950)
- Alberto Oldani, calciatore italiano (Arluno, n. 1924 - Magenta, † 1998)
- Alberto Orlando, ex calciatore italiano (Roma, n. 1938)
- Alberto Ormaetxea, calciatore e allenatore di calcio spagnolo (Eibar, n. 1939 - San Sebastián, † 2005)
- Alberto Orzan, calciatore italiano (San Lorenzo di Mossa, n. 1931 - Firenze, † 2022)
- Alberto Ortiz Moreno, ex calciatore spagnolo (Santa Coloma de Gramenet, n. 1985)

## P(13)
- Costa Pereira, calciatore portoghese (Nacala, n. 1929 - Lisbona, † 1990)
- Alberto Pagliarini, calciatore italiano (Novara, n. 1905 - Novara, † 1976)
- Alberto Paleari, calciatore italiano (Giussano, n. 1992)
- Alberto Paloschi, calciatore italiano (Chiari, n. 1990)
- Alberto Papini, calciatore italiano
- Alberto Pelagotti, ex calciatore italiano (Empoli, n. 1989)
- Alberto Perea Correoso, calciatore spagnolo (Albacete, n. 1990)
- Alberto Pignattelli, calciatore italiano (Arezzo, n. 1906 - Arezzo, † 1960)
- Alberto Poletti, ex calciatore argentino (Buenos Aires, n. 1946)
- Alberto Pomini, ex calciatore italiano (Isola della Scala, n. 1981)
- Alberto Pozzi, calciatore italiano (Bologna, n. 1902 - Bologna, † 1966)
- Alberto Prada, calciatore spagnolo (Ponferrada, n. 1989)
- Alberto Pérez Zabala, calciatore spagnolo (Bilbao, n. 1925 - Madrid, † 2014)

## Q(3)
- Alberto Quiles, calciatore spagnolo (Huelva, n. 1995)
- Alberto Quintano, ex calciatore e allenatore di calcio cileno (Santiago del Cile, n. 1946)
- Alberto Quintero Medina, calciatore panamense (Panama, n. 1987)

## R(18)
- Alberto Ramírez Torres, ex calciatore messicano (Puerto Vallarta, n. 1986)
- Alberto Ramírez Dioses, ex calciatore peruviano (Talara, n. 1968)
- Alberto Ramírez, ex calciatore peruviano (Lima, n. 1941)
- Alberto Recchia, calciatore e allenatore di calcio italiano (Roma, n. 1935 - Ostia, † 2017)
- Alberto Reif, calciatore italiano (Spinea, n. 1946 - Padova, † 2012)
- Alberto Reina, calciatore spagnolo (Chiclana de la Frontera, n. 1997)
- Alberto Rendo, ex calciatore argentino (Buenos Aires, n. 1940)
- Alberto Riccardi, calciatore sammarinese (Città di San Marino, n. 2006)
- Alberto Rio, calciatore portoghese (n. 1892 - † 1978)
- Alberto Risco, calciatore spagnolo (Cordova, n. 2005)
- Alberto Rivera Pizarro, ex calciatore spagnolo (Puertollano, n. 1978)
- Alberto Rivolta, calciatore italiano (Lissone, n. 1967 - Monza, † 2019)
- Alberto Rizzati, ex calciatore italiano (Ferrara, n. 1945)
- Alberto Rodríguez Barrera, ex calciatore messicano (Città del Messico, n. 1974)
- Alberto Junior Rodríguez, ex calciatore peruviano (Lima, n. 1984)
- Alberto Martín Romo García Adámez, calciatore spagnolo (Badajoz, n. 1989)
- Alberto Rosso, calciatore italiano (Torino, n. 1914 - Torino, † 1991)
- Alberto Rodríguez Baró, calciatore spagnolo (Fuenlabrada, n. 1997)

## S(10)
- Alberto Sainz, calciatore argentino (n. 1937 - † 2016)
- Alberto Sansimena Chamorro, ex calciatore spagnolo (Badajoz, n. 1985)
- Alberto Sansoni, calciatore italiano (Nepi, n. 1900)
- Alberto Santelli, ex calciatore uruguaiano (n. 1956)
- Alberto Sironi, calciatore italiano (Giussano, n. 1943 - † 2023)
- Alberto Soria, calciatore peruviano (n. 1906 - † 1980)
- Alberto Soro, calciatore spagnolo (Ejea de los Caballeros, n. 1999)
- Alberto Spencer, calciatore ecuadoriano (Ancón, n. 1937 - Cleveland, † 2006)
- Alberto Stefanelli, ex calciatore italiano (Nocera Umbra, n. 1935)
- Alberto Sussone, calciatore e militare italiano (La Spezia, n. 1891 - Marmolada, † 1916)

## T(8)
- Alberto Tarantini, ex calciatore argentino (Ezeiza, n. 1955)
- Alberto Tardivo, ex calciatore argentino (n. 1946)
- Alberto Terry, calciatore peruviano (Lima, n. 1929 - Lima, † 2006)
- Alberto Tessitore, calciatore italiano
- Alberto Tiberti, calciatore italiano (Genova, n. 1911 - Alessandria, † 1977)
- Alberto Tonoli, calciatore e allenatore di calcio italiano (Mantova, n. 1947 - Savona, † 2000)
- Alberto Toril, calciatore spagnolo (Palma di Maiorca, n. 1997)
- Alberto Torresin, ex calciatore italiano (Cittadella, n. 1960)

## V(8)
- Alberto Aldo Valentini, calciatore cileno (Valparaíso, n. 1938 - Santiago del Cile, † 2009)
- Alberto Valsecchi, ex calciatore italiano (Bergamo, n. 1937)
- Alberto Van Gurp, ex calciatore americo-verginiano (Saint Croix, n. 1990)
- Alberto Vesperoni, calciatore argentino (Buenos Aires, n. 1908 - Castelar, † 1990)
- Alberto Villalta, calciatore salvadoregno (San Salvador, n. 1940 - San Salvador, † 2017)
- Alberto Vitoria, calciatore spagnolo (Madrid, n. 1956 - Saragozza, † 2010)
- Alberto Vivian, calciatore italiano (Legnano, n. 1944 - Novara, † 1995)
- Alberto Vouillat, calciatore argentino

## Z(3)
- Alberto Zapater, calciatore spagnolo (Ejea de los Caballeros, n. 1985)
- Alberto Zolim Filho, calciatore brasiliano (Porto Alegre, n. 1921 - Porto Alegre, † 2001)
- Alberto Zozaya, calciatore e allenatore di calcio argentino (Gualeguaychú, n. 1908 - La Plata, † 1981)